# Jonah Hex (filme)
Jonah Hex é um filme estadunidense de 2010 dos gêneros faroeste e horror dirigido por Jimmy Hayward. O roteiro de Mark Neveldine e Brian Taylor adapta para o cinema o anti-herói da DC Comics, criado por John Albano e Tony DeZuniga. Distribuído pela Warner Bros. Pictures.
O filme foi um fracasso tanto de bilheteria quanto de recepção, tendo um orçamento de 47 milhões de dólares e arrecadando apenas US$ 10,9 milhões.[carece de fontes?] Foi muito criticado pela falta de história e elementos sem sentidos; e recebeu indicações da Framboesa de Ouro para Megan Fox como Pior Atriz, e para ela e Josh Brolin como Pior Dupla.[carece de fontes?]

## Enredo
Jonah Hex é um solitário caçador de recompensas do Velho Oeste, temido pela sua habilidade com as armas de fogo e assustador pelo seu rosto com a face direita desfigurada. Ele também tem dons sobrenaturais como conversar com cadáveres e ser ajudado por animais sinistros tais como corvos. Em flashbacks narrados por ele, é contada a trágica história que o levou à situação atual.
Ele foi um ex-soldado da Cavalaria Confederada que lutou na Guerra Civil Americana mas que se negou a cumprir as ordens de atacar um hospital da União, dadas pelo general louco, Quentin Turnbull. Isso fez com que o filho do general e seu melhor amigo, Jeb Turnbull, tentasse matá-lo por insubordinação, mas Hex fora mais rápido. Depois da guerra, o general se vinga de Hex matando toda a família do ex-soldado e marcando o rosto dele com ferro em brasa, cuja marca eram suas iniciais Q e T. 
Deixado amarrado em estacas, Hex quase morreu quando foi encontrado por índios que o livraram da morte. A experiência de quase-morte fez com que Hex ganhasse os poderes sobrenaturais. Depois, Hex usou uma machadinha índia para apagar a marca do inimigo, o que desfiguraria por completo um lado de seu próprio rosto. Ele perseguiu Turnbull por todos os lugares em busca de vingança até o general ser dado como morto em um incêndio. Frustrado, Hex se tornou um caçador de recompensas para aplacar sua ira. Até que o governo americano lhe avisa que Turnbull está vivo e planeja usar uma arma terrível contra a capital, Washington, durante as comemorações do primeiro centenário da independência do país em 1876. Ele recomeça a busca pelo inimigo, ajudado pela bela prostituta Lilah e pelo armeiro negro Smith.

## Elenco
- Josh Brolin...Jonah Hex
- John Malkovich...Quentin Turnbull
- Megan Fox...Tallulah Black/Lilah
- Michael Shannon...Doutor Cross Williams
- Will Arnett...tenente Grass
- Michael Fassbender...Burke, assassino psicopata tatuado e braço-direito de Turnbull. O personagem lembra o vilão Charada e a interpretação dada por Malcolm McDowell em A Clockwork Orange [5]
- Aidan Quinn...Ulysses S. Grant
- Lance Reddick...Smith
- Jeffrey Dean Morgan...Jeb Turnbull

## Recepção
No Rotten Tomatoes, o filme tem uma taxa de aprovação de 12% com base em 150 críticas e uma classificação média de 3,47 / 10. O consenso crítico do site diz: "Josh Brolin dá o seu melhor, mas ele não consegue evitar que o curto e desfocado Jonah Hex desmorone na tela." No Metacritic, o filme tem uma pontuação de 33 em 100 com base em 32 críticos, indicando "críticas geralmente desfavoráveis". O público entrevistado pela CinemaScore deu ao filme uma nota média de "C +" em uma escala de A+ a F.
Keith Phipps do The A.V. Club deu ao filme uma rara classificação "F", afirmando "os 81 minutos (incluindo os créditos) da filmagem de Jonah Hex que apareceu na tela como algo montado em um prazo apertado". Roger Ebert deu uma crítica negativa ao filme, dizendo que o filme "é baseado em alguns personagens da DC Comics, o que pode explicar a forma como a trama muda. Ouvimos muito sobre histórias em quadrinhos, mas isso é mais uma antologia gráfica de estranho ocultismo ideias."